# Военный переворот в Гвинее (1984)
3 апреля 1984 года в Гвинее произошёл бескровный военный переворот под руководством полковника Лансана Конте. Был свергнут премьер-министр Гвинеи Луи Лансана Беавоги, который занимал эту должность с 1972 года и исполнял обязанности президента с марта, когда Ахмед Секу Туре скончался во время экстренной операции на сердце в Кливлендской клинике в США.

## Переворот
Военные начали действовать всего за несколько часов до того, как Политбюро Демократической партии Гвинеи (ДПГ), единственной легальной и разрешённой партии в стране, должно было выбрать нового лидера. Ожидалось, что это будет временный президент Луи Лансана Беавоги. Согласно Конституции Гвинеи, лидер Демократической партии Гвинеи автоматически избирался бы президентом на семилетний срок и подтверждался в этой должности на референдуме.
Полковник Лансана Конте приостановил действие конституции и распустил ДПГ, Национальное собрание и все общественные организации. Военный комитет национального восстановления был создан в качестве правящей военной хунты. Он также приказал освободить политических заключенных, содержащихся в концентрационном лагере Бойро в столице Конакри.

## Последствия
Лансана Конте был назначен новым президентом страны 5 апреля 1984 года.
Затем борьба за власть развернулась между Лансаной Конте и другим членом военной хунты, подполковником Диаррой Траоре (который некоторое время занимал пост премьер-министра в апреле—декабре 1984 года). Последний был казнён после неудавшейся попытки государственного переворота в июле 1985 года. Лансана Конте воспользовался этой попыткой переворота, чтобы казнить нескольких близких соратников Ахмеда Секу Туре, в том числе его сводного брата Исмаэля Туре (главный прокурор лагеря Бойро), Мамади Кейту, Сиаку Туре (комендант лагеря Бойро), Муссу Диаките и Абдулайе Туре (бывший министр иностранных дел).
Конте оставался у власти до своей смерти 22 декабря 2008 года, за которой почти сразу же последовал ещё один военный переворот во главе с капитаном Муссой Дадисом Камарой.